# Lista załogowych lotów kosmicznych (1971–1980)
Wszystkie daty podane są według czasu uniwersalnego (GMT).
- Jasnożółty oznacza loty suborbitalne (w tym loty, które nie osiągnęły zamierzonej orbity).
- Szary oznacza loty księżycowe.

| Misja       | Data                              | Załoga                                                                 | Opis |
| ----------- | --------------------------------- | ---------------------------------------------------------------------- | --- |
| Apollo 14   | 31 stycznia – 9 lutego 1971       | Alan B. Shepard Jr., Stuart A. Roosa, Edgar D. Mitchell                | Lądowanie na Księżycu (Shepard, Mitchell): 5 lutego 1971, okolice krateru Fra Mauro. Dwa wyjścia na powierzchnię. Czas pobytu na Księżycu: 1d 09h 30min. |
| Sojuz 10    | 22–24 kwietnia 1971               | Władimir A. Szatałow, Aleksiej S. Jelisiejew, Nikołaj N. Rukawisznikow | Połączenie ze stacją kosmiczną Salut 1. Załoga nie mogła przejść do wnętrza stacji z powodu braku prawidłowego pełnego połączenia. |
| Sojuz 11    | 6–29 czerwca 1971                 | Gieorgij T. Dobrowolski, Władisław N. Wołkow, Wiktor I. Pacajew        | Połączenie ze stacją orbitalną Salut 1. Nowy rekord długotrwałości lotu kosmicznego: 23d 18h 22min. Kosmonauci ponieśli śmierć podczas lądowania z powodu rozhermetyzowania się kabiny lądownika.                                                                                          |
| Apollo 15   | 26 lipca – 7 sierpnia 1971        | David R. Scott, Alfred M. Worden, James B. Irwin                       | Lądowanie na Księżycu (Scott, Irwin): 30 lipca 1971, szczelina Hadleya, podnóże Apeninów. Do poruszania się po powierzchni wykorzystano pojazd LRV. Trzy wyjścia na powierzchnię. Czas pobytu na Księżycu: 2d 18h 54min. W drodze powrotnej Worden wyszedł w otwartą przestrzeń kosmiczną. |
| Apollo 16   | 16–27 kwietnia 1972               | John W. Young, Thomas K. Mattingly II, Charles M. Duke Jr.             | Lądowanie na Księżycu (Young, Duke): 21 kwietnia 1972, okolice krateru Descartes. Wykorzystano pojazd LRV. Trzy wyjścia na powierzchnię. Czas pobytu na Księżycu: 2d 23h 02min. W drodze powrotnej Mattingly wyszedł w otwartą przestrzeń kosmiczną.                                       |
| Apollo 17   | 7–19 grudnia 1972                 | Eugene A. Cernan, Ronald E. Evans, Harrison H. Schmitt                 | Lądowanie na Księżycu (Cernan, Schmitt): 11 grudnia 1972, okolica gór Taurus i krateru Littrow. Wykorzystano pojazd LRV. Trzy wyjścia na powierzchnię. Czas pobytu na Księżycu: 3d 02h 59min. W drodze powrotnej Evans wyszedł w otwartą przestrzeń kosmiczną.                             |
| Skylab 2    | 25 maja – 22 czerwca 1973         | Charles P. Conrad Jr., Joseph P. Kerwin, Paul J. Weitz                 | Połączenie ze stacją kosmiczną Skylab. Naprawa uszkodzonego skrzydła baterii słonecznych i montaż prowizorycznej osłony termicznej stacji. Trzy wyjścia w otwartą przestrzeń kosmiczną. Czas lotu: 28d 00h 49min.                                                                          |
| Skylab 3    | 28 lipca – 25 września 1973       | Alan L. Bean, Owen K. Garriott, Jack R. Lousma                         | Połączenie ze stacją orbitalną Skylab. Montaż nowej osłony termicznej i naprawa żyroskopów stacji. Trzy wyjścia w otwartą przestrzeń kosmiczną. Czas lotu: 59d 11h 09min. |
| Sojuz 12    | 27–29 września 1973               | Wasilij G. Łazariew, Oleg G. Makarow                                   | Lot próbny zmodernizowanego statku. |
| Skylab 4    | 16 listopada 1973 – 8 lutego 1974 | Gerald P. Carr, Edward G. Gibson, William R. Pogue                     | Połączenie ze stacją orbitalną Skylab. Cztery wyjścia w otwartą przestrzeń kosmiczną. Nowy rekord długotrwałości lotu kosmicznego: 84d 1h 15min. |
| Sojuz 13    | 18–26 grudnia 1973                | Piotr I. Klimuk, Walentin W. Lebiediew                                 | Lot próbny zmodernizowanego statku. Obserwacje astrofizyczne. |
| Sojuz 14    | 3–19 lipca 1974                   | Pawieł R. Popowicz, Jurij P. Artiuchin                                 | Połączenie ze stacją orbitalną Salut 3 (wojskowa stacja Ałmaz 2). |
| Sojuz 15    | 26–28 sierpnia 1974               | Giennadij W. Sarafanow, Lew S. Diomin                                  | Nieudana próba połączenia ze stacją Salut 3 z powodu niesprawności nowego automatycznego systemu naprowadzania statku. |
| Sojuz 16    | 2–8 grudnia 1974                  | Anatolij W. Filipczenko, Nikołaj N. Rukawisznikow                      | Lot próbny przed wspólnym lotem statków Sojuz i Apollo (ASTP). Sprawdzono działanie zmodernizowanych systemów statku. |
| Sojuz 17    | 10 stycznia – 9 lutego 1975       | Aleksiej A. Gubariew, Gieorgij M. Grieczko                             | Połączenie ze stacją orbitalną Salut 4. |
| Sojuz 18-1  | 5 kwietnia 1975                   | Wasilij G. Łazariew, Oleg G. Makarow                                   | Awaria trzeciego stopnia rakiety nośnej w 5 minucie lotu. Lot balistyczny i awaryjne lądowanie w górach Ałtaj. Czas lotu: 21min 27s. |
| Sojuz 18    | 24 maja – 26 lipca 1975           | Piotr I. Klimuk, Witalij I. Siewastjanow                               | Połączenie ze stacją orbitalną Salut 4. Czas lotu: 62d 23h 20min. |
| Sojuz 19    | 15–21 lipca 1975                  | Aleksiej A. Leonow, Walerij N. Kubasow                                 | Połączenie ze statkiem Apollo i wspólny lot w dniach 17–19 lipca 1975. Pierwsza międzynarodowa załogowa misja kosmiczna. |
| Apollo ASTP | 15–24 lipca 1975                  | Thomas P. Stafford, Vance D. Brand, Donald K. Slayton                  | Połączenie ze statkiem Sojuz 19 i wspólny lot w dniach 17–19 lipca 1975. |
| Sojuz 21    | 6 lipca – 24 sierpnia 1976        | Boris W. Wołynow, Witalij M. Żołobow                                   | Połączenie ze stacją orbitalną Salut 5 (wojskowa stacja Ałmaz 3). |
| Sojuz 22    | 15–23 września 1976               | Walerij F. Bykowski, Władimir W. Aksjonow                              | Obserwacje powierzchni Ziemi przy użyciu kamery wielospektralnej. |
| Sojuz 23    | 14–16 października 1976           | Wiaczesław D. Zudow, Walerij I. Rożdiestwienski                        | Nieudana próba połączenia ze stacją Salut 5 z powodu awarii systemu naprowadzania statku. Wodowanie na jeziorze Tengyz podczas burzy śnieżnej. |
| Sojuz 24    | 7–25 lutego 1977                  | Wiktor W. Gorbatko, Jurij N. Głazkow                                   | Połączenie ze stacją orbitalną Salut 5. |
| Sojuz 25    | 9–11 października 1977            | Władimir W. Kowalonok, Walerij W. Riumin                               | Nieudana próba połączenia ze stacją Salut 6 z powodu awarii węzła cumowniczego. |
| Sojuz 26    | 10 grudnia 1977 – 16 marca 1978   | Jurij W. Romanienko, Gieorgij M. Grieczko                              | Połączenie ze stacją orbitalną Salut 6. Pierwsza załoga podstawowa stacji. Wyjście w otwartą przestrzeń kosmiczną. Nowy rekord długotrwałości lotu kosmicznego: 96d 10h 00min. Powrót załogi w statku Sojuz 27.                                                                            |
| Sojuz 27    | 10–16 stycznia 1978               | Władimir A. Dżanibiekow, Oleg G. Makarow                               | Połączenie ze stacją Salut 6. Po raz pierwszy dwa statki przyłączone do stacji orbitalnej. Powrót załogi w Sojuzie 26. |
| Sojuz 28    | 2–10 marca 1978                   | Aleksiej A. Gubariew, Vladimír Remek                                   | Połączenie ze stacją Salut 6. Pierwszy międzynarodowy lot w ramach programu Interkosmos. |
| Sojuz 29    | 15 czerwca – 2 listopada 1978     | Władimir W. Kowalonok, Aleksandr S. Iwanczenkow                        | Połączenie ze stacją orbitalną Salut 6. Druga załoga podstawowa stacji. Wyjście w otwartą przestrzeń kosmiczną. Nowy rekord długotrwałości lotu kosmicznego: 139d 14h 47min. Powrót załogi w statku Sojuz 31.                                                                              |
| Sojuz 30    | 27 czerwca – 5 lipca 1978         | Piotr I. Klimuk, Mirosław Hermaszewski                                 | Połączenie ze stacją orbitalną Salut 6. Mirosław Hermaszewski pierwszym Polakiem w kosmosie. |
| Sojuz 31    | 26 sierpnia – 3 września 1978     | Walerij F. Bykowski, Sigmund W. P. Jähn                                | Połączenie ze stacją Salut 6. Powrót załogi w Sojuzie 29. |
| Sojuz 32    | 25 lutego – 19 sierpnia 1979      | Władimir A. Lachow, Walerij W. Riumin                                  | Połączenie ze stacją orbitalną Salut 6. Trzecia załoga podstawowa stacji. Wyjście w otwartą przestrzeń kosmiczną w celu odczepienia zablokowanej anteny radioteleskopu KRT-10. Nowy rekord długotrwałości lotu kosmicznego: 175d 00h 35min. Powrót załogi w statku Sojuz 34.               |
| Sojuz 33    | 10–12 kwietnia 1979               | Nikołaj N. Rukawisznikow, Georgi I. Iwanow                             | Nieudana próba połączenia ze stacją Salut 6 z powodu awarii silnika głównego statku. Lądowanie po torze balistycznym. |
| Sojuz 35    | 9 kwietnia – 11 października 1980 | Leonid I. Popow, Walerij W. Riumin                                     | Połączenie ze stacją orbitalną Salut 6. Czwarta załoga podstawowa stacji. Nowy rekord długotrwałości lotu kosmicznego: 184d 20h 11min. Powrót załogi w statku Sojuz 37. |
| Sojuz 36    | 26 maja – 3 czerwca 1980          | Walerij N. Kubasow, Bertalan Farkas                                    | Połączenie ze stacją Salut 6. Powrót załogi w Sojuzie 35. |
| Sojuz T-2   | 5–9 czerwca 1980                  | Jurij W. Małyszew, Władimir W. Aksjonow                                | Połączenie ze stacją Salut 6. Lot próbny zmodernizowanego statku. |
| Sojuz 37    | 23–31 lipca 1980                  | Wiktor W. Gorbatko, Phạm Tuân                                          | Połączenie ze stacją Salut 6. Powrót załogi w Sojuzie 36. |
| Sojuz 38    | 18–26 września 1980               | Jurij W. Romanienko, Arnaldo Tamayo Méndez                             | Połączenie ze stacją Salut 6. |
| Sojuz T-3   | 27 listopada – 10 grudnia 1980    | Leonid D. Kizim, Oleg G. Makarow, Giennadij M. Striekałow              | Połączenie ze stacją Salut 6. Prace remontowe na stacji. |